# Australian Masters
Australian Masters (также известен как Winfield Masters — по названию спонсора) — пригласительный (нерейтинговый) снукерный турнир.

## История
Australian Masters стал одним из первых профессиональных турниров в Австралии. Изначально формат проведения этого соревнования был схож с Pot Black Cup — чемпион определялся по количеству очков, набранных в матче из одного фрейма. Матчи турнира вплоть до 1983 года проходили в телевизионной студии 10 Канала в Сиднее.
В 1983-м система проведения игр изменилась — теперь турнир начинался с 1/8 финала (матчи на выбывание), а финал состоял из матча до 7 побед. Ещё через год Australian Masters «переехал» в другое здание — клуб Парматта, но город, в котором игрался турнир, остался прежним. В 1987-м, из-за растущего количества других профессиональных соревнований и потери внимания ведущих снукеристов к этому турниру, он прекратил существование. Тем не менее, в 1995 году под эгидой WPBSA в Мельбурне был проведён ещё один Australian Masters. Хотя этот новый турнир имел абсолютно одинаковое название со старым, он являлся лишь частью мировой серии мелких снукерных соревнований и был совершенно другим турниром.
За всю историю Winfield Masters лишь однажды его победителем становился местный игрок — в 1979 году его выиграл Айан Андерсон. Тони Мео оказался единственным снукеристом, которому удавалось побеждать на турнире больше одного раза.

## Победители
| Год  | Победитель      | Финалист      | Счёт    | Приз чемпиону |
| ---- | --------------- | ------------- | ------- | ------------- |
| 1979 | Айан Андерсон   | Перри Манс    | ?       | n/a           |
| 1980 | Джон Спенсер    | Деннис Тейлор | ?       | n/a           |
| 1981 | Тони Мео        | Джон Спенсер  | ?       | n/a           |
| 1982 | Стив Дэвис      | Эдди Чарльтон | ?       | n/a           |
| 1983 | Клифф Торбурн   | Билл Вербенюк | 7:3     | n/a           |
| 1984 | Тони Ноулз      | Джон Вирго    | 7:3     | £ 11 760      |
| 1985 | Тони Мео        | Джон Кэмпбелл | 3:2     | £ 10 000      |
| 1986 | Деннис Тейлор   | Стив Дэвис    | 3:2     | £ 16 000      |
| 1987 | Стивен Хендри   | Майк Халлетт  | 371-226 | £ 22 222      |
| 1995 | Энтони Хэмилтон | Крис Смолл    | 8:6     | £ 4 000       |